# Öster-Spannsjön
Öster-Spannsjön är en sjö i Sollefteå kommun i Ångermanland och ingår i Ångermanälvens huvudavrinningsområde. Sjön har en area på 0,387 kvadratkilometer och ligger 108 meter över havet. Sjön avvattnas av vattendraget Spannån.

## Delavrinningsområde
Öster-Spannsjön ingår i det delavrinningsområde (700248-157673) som SMHI kallar för Mynnar i Bruksån. Medelhöjden är 135 meter över havet och ytan är 4,08 kvadratkilometer. Det finns ett avrinningsområde uppströms, och räknas det in blir den ackumulerade arean 28,84 kvadratkilometer. Spannån som avvattnar avrinningsområdet har biflödesordning 3, vilket innebär att vattnet flödar genom totalt 3 vattendrag innan det når havet efter 42 kilometer. Avrinningsområdet består mestadels av skog (82 procent). Avrinningsområdet har 0,39 kvadratkilometer vattenytor vilket ger det en sjöprocent på 9,5 procent.